# Presidente Olegário
Presidente Olegário es un municipio brasileño del estado de Minas Gerais. De acuerdo con datos proporcionados por el IBGE, su población aproximada en el año 2010 es de 18.546 habitantes.
La ciudad se divide en 4 distritos: Presidente Olegário,Galena, Santiago de Minas y Ponte Firme, también conocido por su antiguo nombre "São Pedro da Ponte Firme".
Es destacado por sus inmensas mesetas, muy buenas para la producción de cereales, y es uno de los principales productores de materias primas de Minas Gerais y de Brasil.